# جيرج ستودار
جيرج ستودار (مواليد 8 سبتمبر 1966) هو لاعب كرة قدم. يلعب مع منتخب سويسرا لكرة القدم. سبق له أن لعب في كأس العالم لكرة القدم مع منتخب بلاده.

## روابط خارجية
- جيرج ستودار على موقع الاتحاد الدولي (مؤرشف)  (الإنجليزية)
- جيرج ستودار على موقع قاعدة بيانات كرة القدم.إي يو (الإنجليزية)
- جيرج ستودار على موقع ناشيونال فوتبول تيمز (الإنجليزية)
- جيرج ستودار على موقع عالم كرة القدم.نت (الإنجليزية)